# Living Dub Vol.3
Living Dub Vol.3 è un album di dub reggae di Burning Spear, pubblicato dalla Heartbeat Records nel 1996. Si tratta del remixaggio in chiave dub del disco precedente, Rasta Business (1995).

## Tracce
1. Dub Creation – 4:55
2. African Dub – 4:31
3. Stand – 4:09
4. Smart Dub – 4:16
5. Remember – 4:40
6. Burning Dub – 4:23
7. Chanting Home – 4:14
8. Dub Old Timer – 4:41
9. Subjective Dub – 3:00
10. Friendly Dub – 4:42
11. Investigation – 4:30
12. World Dub – 4:19
13. Loving Dub – 4:07

Edizione CD del 1996, pubblicato dalla Déclic Communication Records
1. Dub Peace – 3:27
2. Dub Creation – 4:56
3. Dub Not Stupid – 4:17
4. Dub Subject in School – 4:01
5. Dub This Man – 4:10
6. Dub Rastaman – 4:44
7. Dub Legal – 4:33
8. Dub Nation – 4:43
9. Dub the World – 4:21
10. Dub Old Timer – 4:43
11. Dub Africa – 4:33
12. Dub Burning – 4:25
13. Dub Business – 4:15
14. Dub Lovin – 4:07

## Musicisti
- Winston Rodney - voce, percussioni (akete drum), accompagnamento vocale
- Lenford Richards - chitarra solista, funde
- Linval Jarrett - chitarra ritmica
- Jay Noel - sintetizzatore
- Mark Wilson - sassofono
- James Smith - tromba
- Charles Dickey - trombone
- Paul Beckford - basso
- Basil Cunningham - basso
- Nelson Miller - batteria, percussioni
- Nelson Miller - voci
- Alvin Haughton - percussioni

Musicisti aggiunti
- Robby Lyn - pianoforte, sintetizzatore
- Rubert Kent - chitarra solista
- Chico Chin - tromba
- Ronald Nambo Robinson - trombone
- Dean Fraser - sassofono
- Uziah Sticky Thompson - percussioni
- Carol Passion Wilson - armonie vocali
- Sharon Gordon - armonie vocali
- Teo Davis - voci

Audio Mixers
- Michael Sauvage - ingegnere del suono, audio mixer
- Barry O'Hare - ingegnere del suono, audio mixer